# The Hellfreaks
The Hellfreaks sind eine ungarische Punkrock-Band mit weiblichem Gesang, die 2009 in Budapest (Ungarn) gegründet wurde. Auf den ersten zwei Alben spielten sie noch Psychobilly. 

## Geschichte
Im Februar 2009 war die Geburtsstunde von The Hellfreaks. Die Geschichte der Band begann jedoch bereits 2007, als die beiden Gründer in einer Surf-Psycho-Band namens Los Tiki Torpedoes spielten. Freaky Tiki war Gitarrist und Shakey Sue Drummerin. Nach vielen gemeinsamen Auftritten entschieden sich die beiden 2009, dass sie musikalisch eine härtere Gangart einlegen wollten. So formierten sich The Hellfreaks, die sich stilistisch zwischen Psychobilly, Horrorpunk und Metal verorten.
2010 erschien mit Hell, Sweet Hell das erste Album. Im Sommer 2012 ist mit Circus of Shame das zweite Album erschienen, das außer auf CD auch in einer limitierten Auflage in rotes Vinyl gepresst wurde.
Nachdem die Band länger nichts mehr von sich hat hören lassen, vermeldete Sängerin Sue Anfang 2015, dass die Band in neuer Besetzung zurück ist und 2015 und 2016 in den USA und Europa auf Tour gehen wird. Der Kontrabass wurde durch einen E-Bass ersetzt.
2016 erschien das dritte Album Astoria, mit dem nach Eigenaussage der Band ein Stil-Wechsel von Psychobilly/Horrorpunk zum Female fronted modern punk-rock-riot! vollzogen wurde. Der Stil auf Astoria erinnert an den frühen Sound der Band The Distillers.

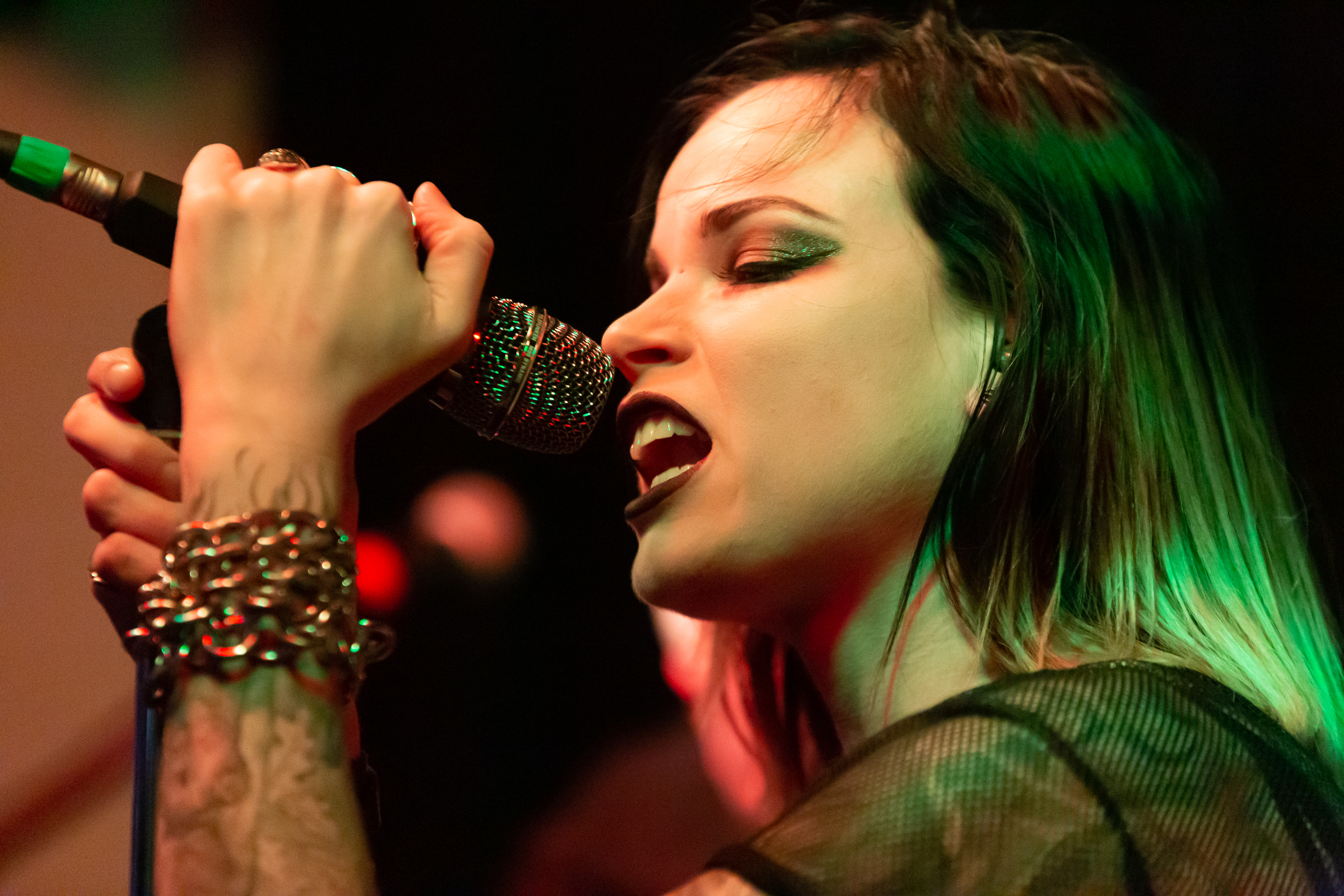
Sängerin "Shakey Sue" bei einem Konzert in Erfurt (2018)

## Diskografie

### Alben
- 2010: Hell, Sweet Hell
- 2012: Circus of Shame
- 2016: Astoria
- 2020: God on the Run
- 2023: Pitch Black Sunset

### Kompilationen
- 2011: Psychomania Magazin (Beilage zum Heft), Deutschland
- 2011: Big Five Magazin #6 (Beilage zum Heft), Deutschland
- 2012: Gothic Compilation Part LVI (Beilage zum Heft)
- 2012: We Are Rockers: Godless Wicked Creeps Tribute Album, erschienen bei Longneck Records, Deutschland
- 2012: Klabautermann Records Sampler, Deutschland
- 2013: Dynamite Vol. 35 (Beilage zum Heft Nr. 80, 1/2013)
- 2013: Roots! Riot! Rumble!, erschienen bei Wolverine Records, Deutschland
- 2013: Punkabilly Shakes The World Vol. 2, erschienen bei Rude Runner Records, Japan

### Videos
- 2011: Boogieman[7]
- 2013: Godless Girl's Fun[8]